# 交楽龍弾
交楽 龍弾（まずら りゅうだん、1935年〈昭和10年〉6月5日 - 2007年〈平成19年〉12月27日）は、日本の画家、書家、歌手。東京府出身。越智松平家第12代当主。美作浜田会顧問、日本占い師連盟総裁、宮崎インターネット大学校名誉教授、NPO法人日本少子化対策協議会総裁、総合藝術文化財団最高顧問などの肩書きがあった。交楽 竜弾とも表記する。本名は松平 武龍（まつだいら ぶりゅう）。別名は松平 龍門（まつだいら りゅうもん）。

## 生涯
1935年（昭和10年）6月5日、画家松島正幸と松平鈴子（越智松平家第9代当主松平武修（たけなが）の長女）の長男として生まれる。生まれた時の姓名は松島正迪。関西学院大学文学部美学科卒業、関西学院大学大学院哲学科中退。父母の離婚により母方の籍に入り、母方の叔父松平吉修（よしなが）の養子に入って第12代当主となる。
高円寺のアパートで無名の画家として貧乏生活を送っていた当時、1965年12月31日、ふと思い立って時の総理大臣佐藤栄作に電話をすると、思いがけず佐藤から「どうぞおいで下さい」と招待され、これを機に、3月13日の佐藤の誕生日には必ず招かれるようになった。佐藤は列席の人に「おれにも、こういう友人がいるんだ」と自慢していたという。佐藤の曾祖父佐藤信寛は初代浜田県令を務めており、佐藤家と浜田松平家に因縁があったことは後に判明する。1967年（昭和42年）に森田富弥の次女・耀子と結婚し、結婚式は佐藤栄作の肝煎りで盛大に挙行された。仲人は升田幸三、披露宴の司会者は高島忠夫、列席者は（初代）林家三平や（初代）桂小金治などであった。
1960年代後半からモヒカン刈りのサイケデリックな前衛画家として話題になり、新宿やお茶の水や銀座で個展を開き、林武から「交楽君は独立会員である二人の画家を両親として生を享けた。性格的にも彼は両親のよい所を享けた精鋭である。芸術的にも彼の内には既に濃厚に、才能の血が用意されていると思われる」と推薦された。当時、遠藤周作のエッセイ『現代の快人物─狐狸庵閑話巻之弐』（桃源社、1967年）に登場（「異色の画家・交楽竜弾」）。1968年（昭和43年）、浅草座でハプニング・ショー『子宮人間祭』を演出。パフォーマーとしてはテレビドラマ『ザ・ガードマン』などにも出演した。
しかし、サイケブームの退潮と共に過去の人となり、1975年（昭和50年）頃、乱脈な女性問題が原因で離婚した。以後、自らのファンの歯科医夫人やビルオーナー令嬢の援助を受けると共に、おでん屋の女将などの愛人のもとを渡り歩いてヒモ生活を送る。中嶋繁雄によると、1979年頃、交楽は東村山市の都営住宅の3階に住所を定めていたが、そこに住んでいたのは妻や2人の娘だけでみずからは東村山駅近辺の別の家で母と暮らしていたという。1970年代には前衛志向から脱し、「交楽龍弾」の中で「自分の子供時代を忘れてしまっている、このカタワモノの僕をなんとかして元の人間にもどしたい」と決意を表明する。1978年頃には独立展に「サムライ日本」が入賞し、湯河原の厚生年金会館に「春夏秋冬」と題する壁画を制作した。
1985年（昭和60年）頃に耀子と復縁し、再入籍する。1999年（平成11年）に父を亡くすと、東京都中野区鷺宮の亡父の自宅を1億円で売却したが、その半分を父の愛人に渡し、残りの5000万円も中国で学校を建設する事業のために寄付した。
晩年は千葉県船橋市の3DKの公団住宅に居住した。2006年（平成18年）に再び離婚し、同年6月には酒を飲んで早朝5時に近くの県道を走る車に飛び込む自殺未遂を起こし、生活保護を受けて独居生活を送っていることを報じられた。
映画出演作に『雪の詩』（1976年）。日本舞踊家としては歌舞伎座や新橋演舞場、東京宝塚劇場に出演、歌手としてはよみうりホールや国立劇場、国技館、青山劇場に出演した。

## ディスコグラフィ
- 「マズラ・リューダンと絵の具箱～自主盤」（サンコウ教育出版）
- 「ボケ・ボケ」
- 「鉄格子哀歌（オムニバス）」（シーティーエー、1981年）
- 「胸のつり鐘」
- 「まんずら節」
- 「きっといい日が…」（マズラリューダン名義、7LPR-252A)